# アーニー・エルス
アーニー・エルス（Ernie Els、1969年10月17日 - ）は、南アフリカ・ヨハネスブルグ出身のプロゴルファー。ゆったりとした優雅なスイングと、大柄でおっとりした物腰から「The Big Easy（ビッグ・イージー）」という愛称で呼ばれている。ツアーでも予選落ちが少なく、安定感のある選手。その高い身体能力から「アスリート・ゴルファー」と称賛されることもある。

## 経歴
テニスなど他種のスポーツでも高い資質を見せたが、その中からゴルフを職業に選び、1989年にプロ入りした。
初期は主に南アフリカのツアーで活躍し、1992年には南アフリカのツアーで11戦6勝を挙げ、2ヶ月間に南アフリカPGA選手権、南アフリカマスターズ、南アフリカオープンで優勝し、ゲーリー・プレイヤー以来の南アの3冠制覇を成し遂げた。さらに、この年7月のミュアフィールド（開催14回目）での「全英オープン」では66-69で予選を通過して、4日間通算では、優勝のニック・ファルドに7打差の5位タイとなる活躍であった。1993年は「ダンロップフェニックストーナメント」で優勝している。
1994年のオークモントカントリークラブでの「全米オープン」でメジャー大会初優勝を果たした。最終日6月19日にエルスは単独首位発進したが73打を叩く間に、70打で廻ったコリン・モンゴメリーとローレン・ロバーツに5アンダーパー（279打）で首位に並ばれ、翌6月20日に行った2種類のプレーオフをエルスが制した。まず、18ホールのプレーオフを行い、78打のモンゴメリーが脱落、ともに74打のエルスとロバーツがサドンデスのプレーオフへと突入し、2ホール目にエルスがパー、ロバーツがボギーで勝負あり。この優勝を機に米国・欧州ツアーに本格参戦し始める。

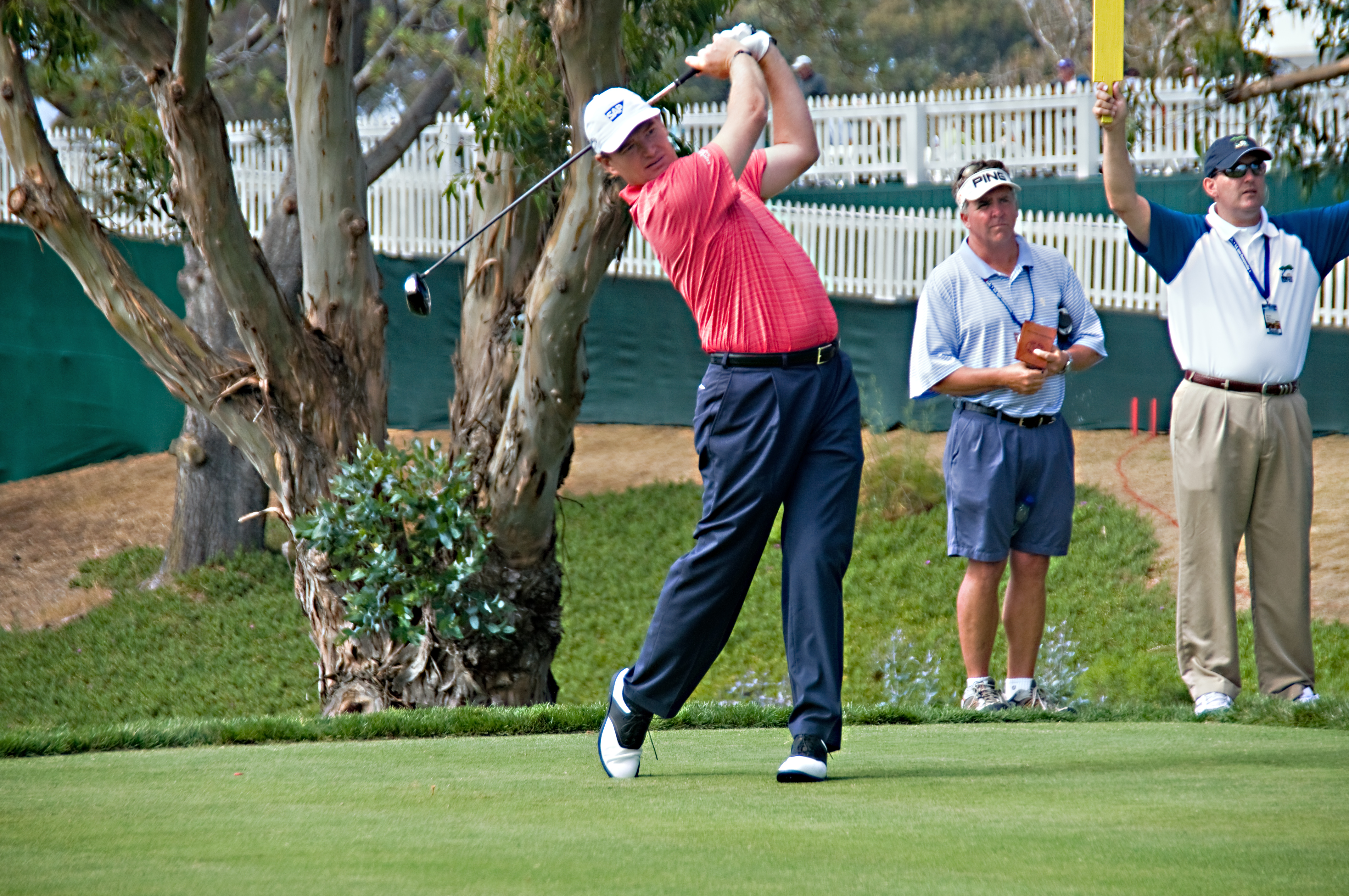
全米オープン（2008年）

1997年には、コングレッショナルカントリークラブ・ブルーコースでの「全米オープン」で3年ぶり2度目の優勝。54ホール終えた時点で3年連続首位のトム・レーマンが、3年連続で最終日に逆転された。レーマンは終盤、16番ホールでピンを狙いすぎてボギー、17番ホール（480ヤード、パー4）では第2打を池に入れ、3位に終わった。最終日のエルスはレーマンと2打差の2位スタートであったが、最後まで競り合った同組のモンゴメリーとは、17番ホールで勝敗が分かれた。エルスのドライバーショットは完璧で、ピンから2.5mに2オンし、2パットでパーセーブしたのに対し、モンゴメリーはドライバーショットを曲げてラフに入れてしまい、ピンから2mに3オンしたが2パットしてボギー。この1打差を18番ホール（190ヤード、パー3）で守っての優勝であり、最後の5ホールをパーでしのいだのが勝因であった。
1998年前半の数週間、断続的に世界ランキング1位の位置にいたことがある。しかし、この年の後半は病気に苦しみ、しばらく試合を欠場した時期があった。
2001年11月、日本の太平洋クラブ・御殿場コースで開催された世界ゴルフ選手権の「EMCワールドカップ」に南アフリカ代表として出場、レティーフ・グーセンとコンビを組んで優勝した。この時はアメリカを含む4チームによるプレーオフを制している。
2002年の第131回「ジ・オープン」（ミュアフィールド、開催15回目）では、4ホールのプレーオフとサドンデスプレーオフを制して、5年ぶりとなるメジャー大会3勝目を挙げた。2003年および2004年には2年連続で欧州ツアー賞金王を獲得した。
2012年の第141回「ジ・オープン」（ロイヤルリザム＆セントアンズ、開催11回目）では、親交のあるアダム・スコットを終盤に逆転して、10年ぶりとなるメジャー大会4勝目を挙げた。

## ツアー優勝歴

### PGAツアー
- 1994年：全米オープン
- 1995年：GTEバイロン・ネルソン・ゴルフ・クラシック
- 1996年：ビュイック・クラシック
- 1997年：全米オープン、ビュイック・クラシック
- 1998年：ベイ・ヒル招待
- 1999年：ニッサン・オープン
- 2000年：ザ・インターナショナル
- 2002年：ジェニュイティ選手権、全英オープン
- 2003年：メルセデス選手権、ソニーオープン・イン・ハワイ
- 2004年：ソニーオープン・イン・ハワイ、メモリアル・トーナメント、アメリカン・エキスプレス選手権
- 2008年：ザ・ホンダ・クラシック
- 2010年：CA選手権、アーノルド・パーマー招待
- 2012年：全英オープン

### ヨーロピアンツアー (28)
| Legend                        |
| メジャー選手権 (4)            |
| 世界ゴルフ選手権(2)           |
| ヨーロピアンツアー他大会 (22) |

| No. | 日程           | 大会名                                 | 優勝スコア            | 2位との差  | 2位(タイ)                                                              |
| --- | -------------- | -------------------------------------- | --------------------- | ---------- | ---------------------------------------------------------------------- |
| 1   | 1994年1月30日  | ドバイ・デザート・クラシック           | −20 (61-69-67-71=268) | 6打差      | グレグ・ノーマン                                                       |
| 2   | 1994年6月20日  | 全米オープン                           | −5 (69-71-66-73=279)  | プレーオフ | コリン・モンゴメリー, ローレン・ロバーツ                               |
| 3   | 1995年2月19日  | 南アフリカPGA選手権1                   | −9 (65-71-71-64=271)  | 2打差      | Roger Wessels                                                          |
| 4   | 1997年1月26日  | ジョニー・ウォーカー・クラシック       | −10 (70-68-71-69=278) | 1打差      | Peter Lonard, Michael Long                                             |
| 5   | 1997年6月15日  | 全米オープン                           | −4 (71-67-69-69=276)  | 1打差      | コリン・モンゴメリー                                                   |
| 6   | 1998年2月8日   | 南アフリカオープン1                    | −15 (64-72-68-69=273) | 3打差      | デビッド・フロスト                                                     |
| 7   | 1999年1月24日  | 南アフリカPGA選手権1                   | −15 (67-69-69-68=273) | 4打差      | Richard Kaplan                                                         |
| 8   | 2000年7月15日  | スタンダードライフ ロッホローモンド    | −11 (69-67-68-69=273) | 1打差      | トム・レーマン                                                         |
| 9   | 2002年2月3日   | ハイネケン・クラシック                 | −17 (64-69-69-69=271) | 5打差      | ピーター・ファウラー, デビッド・ハウエル, Peter O'Malley               |
| 10  | 2002年3月10日  | ドバイ・デザート・クラシック           | −16 (68-68-67-69=272) | 4打差      | ニクラス・ファス                                                       |
| 11  | 2002年7月21日  | 全英オープン                           | −6 (70-66-72-70=278)  | プレーオフ | スチュアート・アップルビー, スティーブ・エルキングトン, トーマス・レベ |
| 12  | 2003年2月2日   | ハイネケン・クラシック                 | −15 (70-72-66-65=273) | 1打差      | ニック・ファルド, Peter Lonard                                         |
| 13  | 2003年2月16日  | ジョニー・ウォーカー・クラシック       | −29 (64-65-64-66=259) | 10打差     | Stephen Leaney, Andre Stolz                                            |
| 14  | 2003年7月13日  | バークレイズ・スコティッシュ・オープン | −17 (64-67-67-69=267) | 5打差      | ダレン・クラーク, フィリップ・プライス                                 |
| 15  | 2003年9月7日   | オメガ・ヨーロピアン・マスターズ       | −17 (65-69-68-65=267) | 6打差      | マイケル・キャンベル                                                   |
| 16  | 2004年2月8日   | ハイネケン・クラシック                 | −20 (60-66-68-74=268) | 1打差      | アダム・スコット                                                       |
| 17  | 2004年10月3日  | アメリカン・エキスプレス選手権         | −18 (69-64-68-69=270) | 1打差      | トーマス・ビヨン                                                       |
| 18  | 2004年10月17日 | HSBC世界マッチプレー選手権             | 2&1                   | 2&1        | リー・ウエストウッド                                                   |
| 19  | 2005年3月6日   | ドバイ・デザート・クラシック           | −19 (66-68-67-68=269) | 1打差      | スティーブン・ドッド, ミゲル・アンヘル・ヒメネス                       |
| 20  | 2005年3月13日  | カタール・マスターズ2                  | −12 (73-69-69-65=276) | 1打差      | ヘンリク・ステンソン                                                   |
| 21  | 2005年5月1日   | BMWアジアン・オープン2                 | −26 (67-62-68-65=262) | 13打差     | サイモン・ウェークフィールド                                           |
| 22  | 2005年12月11日 | ダンヒル選手権1                        | −14 (71-67-68-68=274) | 3打差      | ルイ・ウェストヘーゼン, シャール・シュワーツェル                       |
| 23  | 2006年12月17日 | 南アフリカ航空オープン1                | −24 (67-66-66-65=264) | 3打差      | トレバー・イメルマン                                                   |
| 24  | 2007年10月14日 | HSBC世界マッチプレー選手権             | 6&4                   | 6&4        | アンヘル・カブレラ                                                     |
| 25  | 2010年3月14日  | CA選手権                               | −18 (68-66-70-66=270) | 4打差      | シャール・シュワーツェル                                               |
| 26  | 2010年12月19日 | 南アフリカオープン1                    | −25 (65-65-67-66=263) | 1打差      | レティーフ・グーセン                                                   |
| 27  | 2012年7月22日  | 全英オープン                           | −7 (67-70-68-68=273)  | 1打差      | アダム・スコット                                                       |
| 28  | 2013年6月23日  | BMWインターナショナル・オープン        | −18 (63-69-69-69=270) | 1打差      | トーマス・ビヨン                                                       |

1 サンシャインツアーとの共催

2 アジアンツアーとの共催

3 WGCの大会はPGAツアーとヨーロピアンツアーで1勝とカウントする